# 點放模式

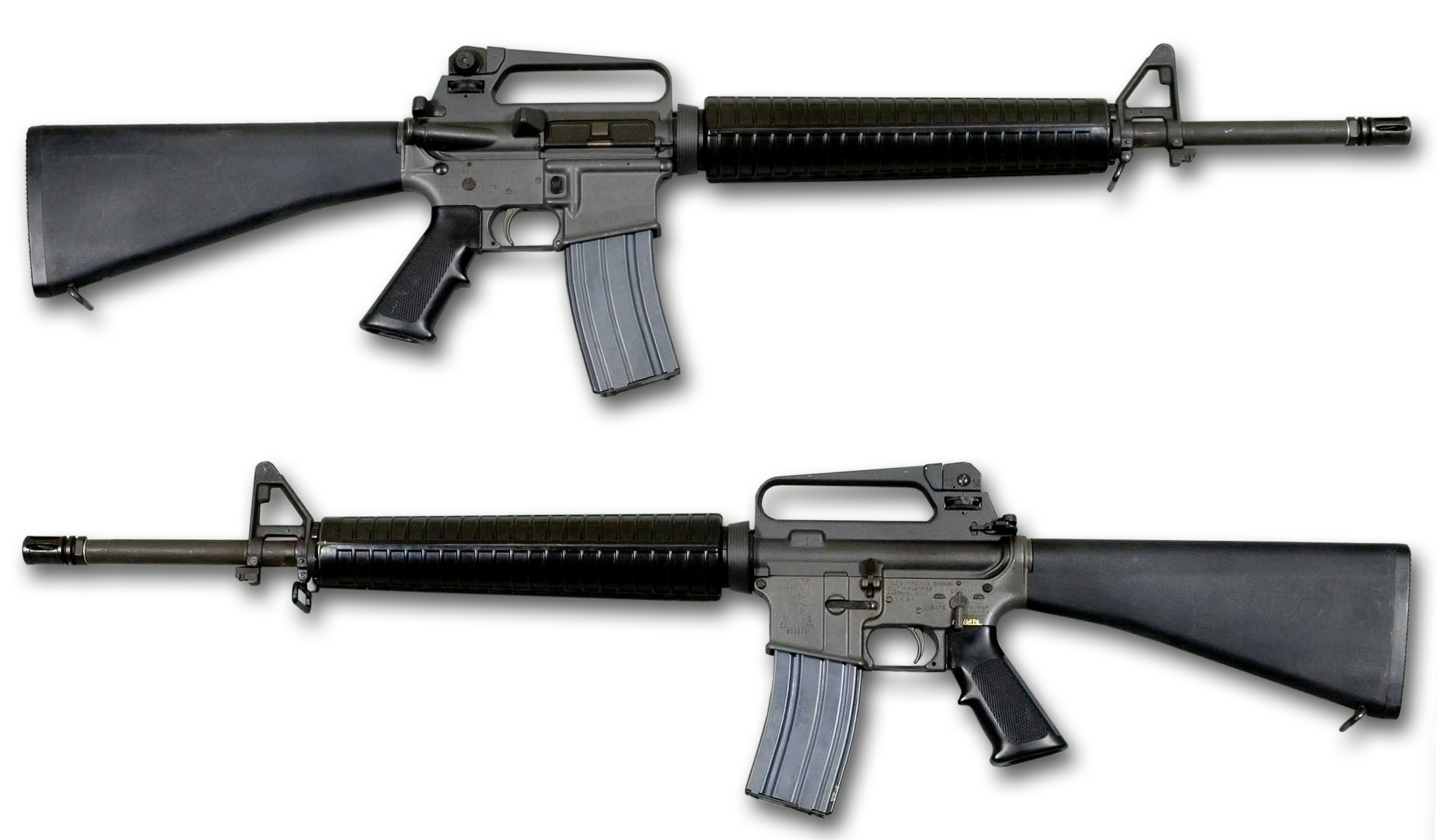
只有三發點放及半自动的M16A2。

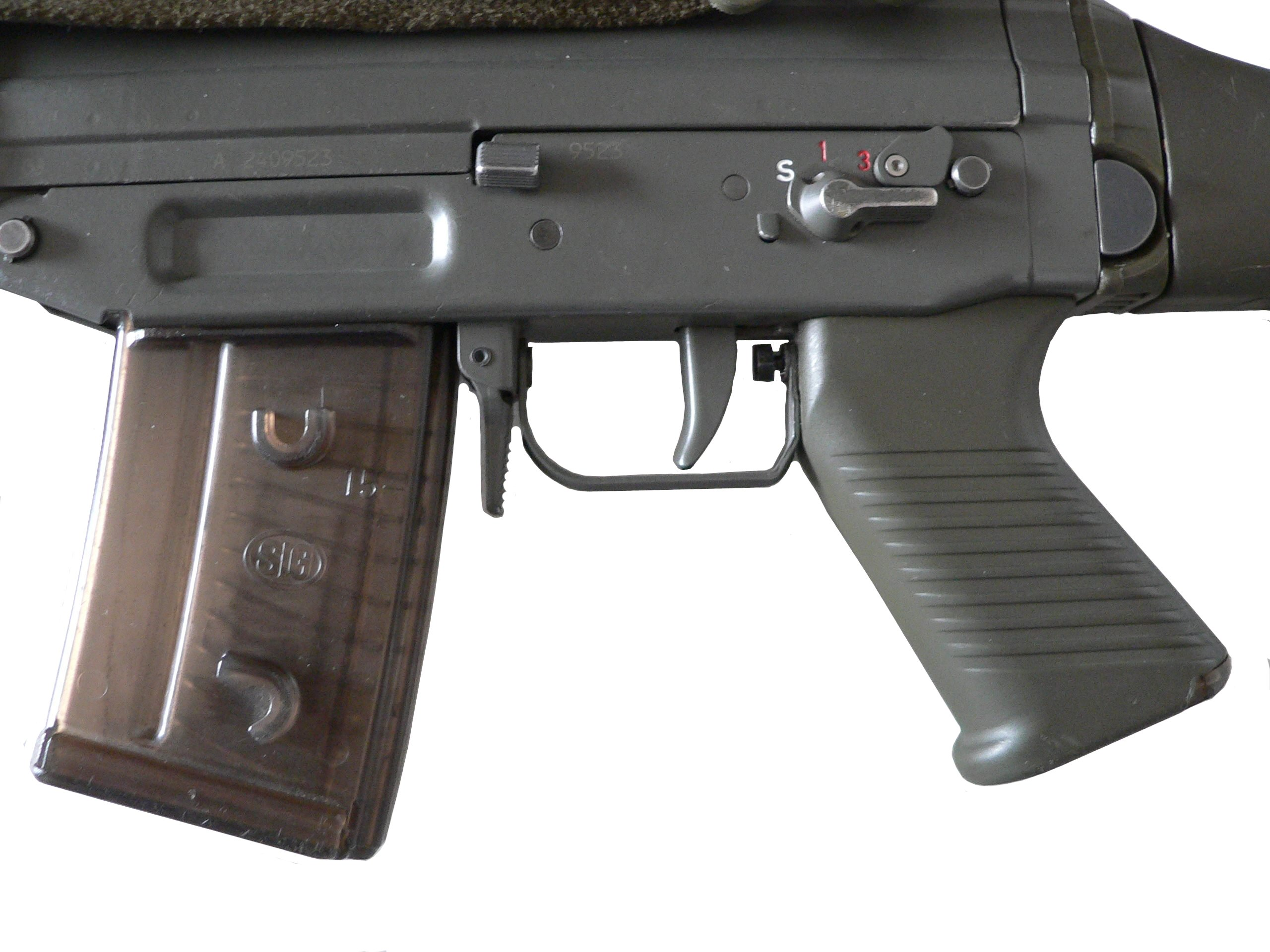
SIG SG 550使用位於握把上方的選擇桿可調整為三發點放模式

點放模式（burst mode），或稱点射、n连发（如三连发）等是槍械術語，指扣下扳机发射n发子弹（n>1），同样让接下来的子弹自动上膛。
在越戰之前，美軍的步槍只能選擇扣下扳機後子彈是單發或連發；然而越戰時在叢林內的遭遇戰都極短暫，很難單發命中靈活穿梭於林間的越南南方民族解放陣線游擊兵，而連發又過於耗用子彈，而且很多新兵也因為緊張而濫射子彈，導致重新裝填彈匣的動作過於頻繁而向敵人露出破綻而死亡。
因此越戰後的美國軍方在M16A2上設計了只能單發及三發點放的快慢機，以在節省彈藥、準確度、步槍功能定位和火力密度之間做出一個平衡。M16A2的點射機構有設計缺陷：扳機組件在扳機被釋放之後不會自動複位。舉例來說，當一個士兵在點射時第二發和第三發之間就已經鬆開了扳機，那麼下一次他再扣動扳機的時候只能射出一發子彈；即使在半自動模式中，扳機組件的機制也會影響武器的使用每一發子彈被射出之後，扳機組件都會在點射模式的3級之間位置不同；在這些級數之間每一次扣動扳機力度都不太一樣，從而影響單發射擊精確度。當時也採相同機制的HK G41，因結構上的差異則無此問題。
俄羅斯的AN-94有獨特的兩發點放模式，該模式的射速高達每分鐘1,800發，以提高射擊的命中率。另外H&K也為其推出的一些槍械（如：MP5、G36、G3等）提供具兩發點放選項的扳機組。AK-12也能夠兩發點放。
現在，大多數突擊步槍都具有全自動及半自动，三發點放變為非主要射擊模式，不過也有一些現代步槍同時擁有全自動、三發點放、單發射擊模式。（如豐和89式突擊步槍和T91戰鬥步槍）